# 모화역
모화역(Mohwa station, 毛火驛)은 경상북도 경주시 외동읍 모화리에 위치한 동해선의 역이었다. 역 건물은 민간 회사와 부동산에게 임대되었다.

## 역사
- 1937년 5월 1일 : 역원배치 간이역으로 영업 개시
- 1951년 4월 12일 : 보통역으로 승격
- 1961년 8월 1일 : 역원배치 간이역으로 환원
- 1972년 7월 20일 : 배치간이역에서 무배치간이역으로 변경[1], 을종승차권대매소로 지정
- 1978년 11월 25일 : 보통역으로 재승격
- 2004년 12월 10일 : 무배치간이역으로 격하[2]
- 2007년 6월 1일 : 여객 취급 중지
- 2013년 11월 7일 : 부산진 기점 86.8km로 변경[3]
- 2016년 4월 29일 : 부산진 기점 86.1km로 변경[4]
- 2021년 8월 26일 : 부산진 기점 85.2km 로 변경[5]
- 2021년 11월 17일 : 폐역 고시[6]
- 2021년 12월 28일 : 동해선 복선 전철화 구간이 완공되어 폐지